# Sluneční světlo

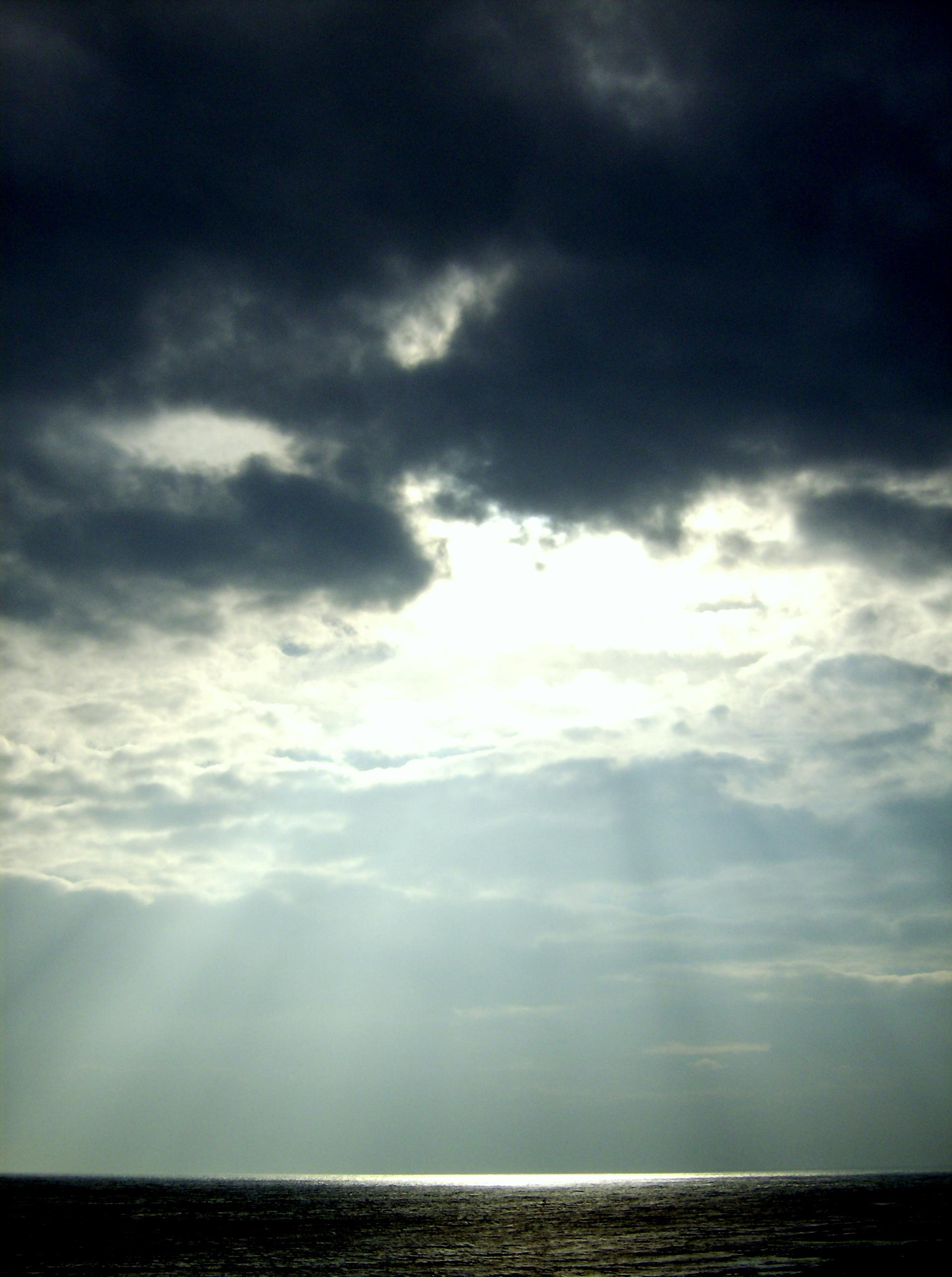
Sluneční světlo svítící skrze mrak

Sluneční světlo je v širokém slova smyslu veškeré elektromagnetické záření, které je vydávané Sluncem. V případě povrchu Země je dopadající sluneční světlo filtrováno pozemskou atmosférou. Intenzita slunečního světla je závislá na vzdálenosti od zdroje, nad zemským povrchem je přibližně 1 367 W/m2 (viz také sluneční konstanta, resp. sluneční irradiance).
Denní světlo je označení pro sluneční světlo, přímé i odražené od oblaků a pozemských předmětů, dopadající během dne na zemský povrch. Nepatří k němu měsíční světlo, sluneční světlo odražené od Měsíce.